# Người phán xử (phim truyền hình Việt Nam)
Người phán xử là một bộ phim truyền hình thuộc loạt phim Cảnh sát hình sự được thực hiện bởi Trung tâm Phim truyền hình Việt Nam, Đài Truyền hình Việt Nam do Nguyễn Khải Anh, Nguyễn Mai Hiền và Nguyễn Danh Dũng làm đạo diễn. Phim được mua kịch bản chuyển thể từ bộ phim truyền hình cùng tên của Israel năm 2007. Phim phát sóng vào lúc 21h30 thứ 4, 5 hàng tuần bắt đầu từ ngày 23 tháng 3 năm 2017 và kết thúc vào ngày 31 tháng 8 năm 2017 trên kênh VTV3.

## Nội dung
Người phán xử là câu chuyện về Phan Quân (NSND Hoàng Dũng) – một ông trùm thế giới ngầm núp bóng doanh nhân thành đạt, chủ tịch của Tập đoàn Phan Thị. Tuy là "con cáo già" với cái đầu lạnh, dã tâm lớn nhưng ông được kính nể bởi cách đối nhân xử thế trọng nghĩa khí, luôn đặt gia đình lên trên hết. Phan Quân còn được gọi là "Người phán xử", có quyền lực bậc nhất trong giới xã hội đen. Không chỉ phải đấu trí với các thế lực thù địch trong giới tội phạm, Phan Quân cũng đau đầu bởi mâu thuẫn trong gia đình, nhất là khi sự xuất hiện bất ngờ của một người tự xưng là con rơi từ nhiều năm trước đã khiến mọi chuyện trở nên rắc rối.

## Diễn viên

### Diễn viên chính
- Hoàng Dũng trong vai Phan Quân[5]
- Việt Anh trong vai Phan Hải[5]
- Hồng Đăng trong vai (Phan) Lê Thành[5]
- Trung Anh trong vai Lương Bổng[5]
- Chu Hùng trong vai Thế "Chột"[5]
- Phạm Bảo Anh trong vai Bảo "Ngậu"[5]
- Trọng Hùng trong vai Trần Tuấn
- Doãn Quốc Đam trong vai Trần Tú[5]
- Thanh Quý trong vai Hồ Thu[5]
- Hương Dung trong vai Bà Hà
- Thanh Hương trong vai Phan Hương[5]
- Đan Lê trong vai Diễm My[5]
- Bảo Thanh trong vai Trần Mỹ Hạnh
- Lưu Đê Ly vai Bích Ngọc[5]
- Thuỳ Dương trong vai Quyên

### Diễn viên phụ
- Trần Quốc Trọng trong vai Phan Sơn
- Văn Báu trong vai Ông Hữu
- Vũ Thu Hoài trong vai Lê Thảo
- Anh Đức trong vai Khải "Sở Khanh"
- Trọng Lân trong vai Bá Anh
- Phú Thăng trong vai Bá Thế
- Hồng Quân trong vai Phúc "hô"
- Trần Nhượng trong vai Kính "Trắng"
- Đỗ Kỷ trong vai Vũ Bắc
- Nguyệt Hằng trong vai Mẹ Bích Ngọc
- Danh Thái trong vai A Lý
- Hoàng Phúc Anh trong vai Tùng "còi"
- Hoàng Du Ka trong vai Duy
- Thúy An trong vai Hương "phố"
- Đào Thanh Bi trong vai Vân Điệp
- Duy Hưng trong vai Hoàng "mặt sắt"
- Vũ Hải trong vai Hùng "cá rô"
- Lê Ngọc Quang trong vai Huy "kình"
- Mạnh Hùng trong vai Huy "Bá"
- Đặng Tam Thuận trong vai Thái "Sẹo"
- Tiến Hợi trong vai Thiếu tướng Hảo
- Quốc Quân trong vai Lân "sứa"
- Đinh Trọng Nguyên trong vai Chí "mắt ma"
- Tiến Mộc trong vai Sơn Tư
- Bé Nam Anh trong vai Bé Phan Hưng

### Tiền truyện
- Phạm Anh Tuấn trong vai Long "Bá đạo"
- Thanh Sơn trong vai Châu Việt Sơn (Gã xăm)
- Tùng Dương trong vai Đồng "Cá Ngão"
- Tạ Minh Thảo trong vai Đinh Khánh
- Huỳnh Anh trong vai Kẻ chơi dao
- Vân Dung trong vai Mụ Quắm
- Hán Huy Bách trong vai Đức Vượng

Và một số diễn viên khác...

## Sản xuất
Kế hoạch sản xuất và thực hiện bộ phim đã diễn ra từ hai năm trước thời điểm phát sóng. Người phán xử được coi là bộ phim về tâm lý tội phạm đầu tiên tại Việt Nam. Phim cũng đánh dấu sự trở lại của nghệ sĩ Hoàng Dũng sau một thời gian vắng bóng trên màn ảnh.
Theo VFC, bộ phim mất một năm để xử lí kịch bản và được Việt hóa đến 50% nội dung, trong đó phần lớn lời thoại, cách nói và suy nghĩ của các nhân vật được điều chỉnh và viết lại; các cảnh bạo lực cũng được cắt giảm xuống hạn chế nhất có thể để phù hợp với thuần phong mỹ tục người Việt. Diễn viên Đan Lê cho biết, sau khi ghi hình xong, đạo diễn còn thêm bớt, đảo dựng rất nhiều và phải khác đến 30% so với kịch bản tại trường quay.
Với cốt truyện kế thừa từ bản phim gốc của Israel, Người phán xử có lối kể chuyện được cho là khác lạ so với các bộ phim khác, sẽ đôi khi khiến khán giả cảm thấy chưa quen hoặc khó theo dõi. Phong cách phim thế giới ngầm cũng được đẩy lên mức tối tăm và u ám hơn nhiều so với những tác phẩm cùng thể loại trước đó. Tuy nhiên, khác so với bản gốc, kịch bản phim chủ yếu tập trung đào sâu vào các mối quan hệ cùng những xung đột tâm lý giữa các nhân vật như mối quan hệ của Phan Quân với những đứa con, tình duyên vợ chồng của Phan Hải, những toan tính, ham muốn của lòng người, v.v..
Quá trình quay phim chính của bộ phim diễn ra trong mười một tháng. Bối cảnh chính của phim là căn biệt thự tại một khu resort ở Đồng Mô, Sơn Tây, Hà Nội. Phần ngoại cảnh của bộ phim được thực hiện tại những nơi rừng sâu và ở các căn nhà bỏ hoang. Đây cũng là bộ phim hiếm hoi tại thời điểm sử dụng công nghệ thu thanh trực tiếp diễn viên. Kinh phí của bộ phim tương đương khoảng 400 triệu cho một tập, trong đó có nhiều cảnh hành động với diễn viên đóng thế xuyên suốt các tập phim.

## Đón nhận
Tại thời điểm phát sóng, Người phán xử đã nhanh chóng nhận được sự quan tâm từ khán giả và đạt lượng người xem "kỷ lục", được cho là bởi có nội dung gay cấn, dàn diễn viên hùng hậu, tư duy làm phim hiện đại, cách kể chuyện mới lạ cùng những câu thoại tạo nên trào lưu trên mạng xã hội. Bộ phim cũng được đánh giá là "cú lội ngược dòng" cho phim truyện truyền hình Việt Nam sau nhiều năm thu hút ít người xem.
Theo số liệu từ Hệ thống đo lường định lượng khán giả truyền hình Việt Nam, chỉ số người xem trung bình toàn quốc của Người phán xử đạt 5,42%. Riêng ở Hà Nội, kỷ lục người xem của phim là 18.67% ở tập 27, tương đương với khoảng 606.052 nghìn khán giả xem phim trong một phút phát sóng, và chỉ số người xem trung bình đạt 14,28%. Tại Thành phố Hồ Chí Minh, chỉ số người xem trung bình của bộ phim đạt 0,94%, trong đó tập cuối đạt lượng người xem cao nhất 1,79%. Thị phần khán giả theo dõi trung bình cho mỗi lượt phát sóng của bộ phim cũng đạt 37.3%.
Bộ phim ngoài ra còn thu về cho nhà đài phát sóng 192 tỉ đồng với 1557 quảng cáo trong suốt 47 tập phim với khoảng 3 tỷ đồng cho trung bình một tập. Giá một TVC 30s để xuất hiện trong giờ quảng cáo của phim có mức giá từ 210 đến 220 triệu đồng. Từ khóa về bộ phim cũng lọt vào danh sách 10 từ khóa được tìm kiếm nhiều nhất trên Internet vào năm 2017 khu vực Việt Nam.

## Tranh cãi
Người phán xử từng gây ra nhiều tranh cãi về tính bạo lực của bộ phim. Một phân cảnh tại tập mở đầu của phim đã bị chỉ trích vì mang tính bạo lực, máu me. Tập cuối của bộ phim cũng nhận về ý kiến trái chiều khi tất cả nhân vật trong phim đều nhận kết cục bi thảm, đồng thời khiên cưỡng và thiếu tính nhân văn.
Vào ngày 14 tháng 9 năm 2021, tại cuộc họp góp ý cho dự thảo sửa đổi Luật Điện ảnh, thiếu tướng Lê Tấn Tới – chủ nhiệm Ủy ban Quốc phòng và An ninh Quốc hội – đã có phát ngôn liên quan đến Người phán xử, trong đó lấy ví dụ tiêu cực về bộ phim vì cho rằng nó phản ánh "quá chân thực", điều có thể gây ảnh hưởng tới người xem; đồng thời cũng nhận xét sau khi phim được phát lại trên kênh VTV1, tình hình các băng ổ nhóm tội phạm xã hội đen ngày càng gia tăng. Phát ngôn này sau đó đã nhanh chóng nhận được sự quan tâm từ dư luận. Nghệ sĩ Trung Anh lên tiếng cho rằng đây là lời nói vô căn cứ bởi chưa có nghiên cứu cụ thể và yêu cầu phải có điều tra, tìm hiểu phân tích, đánh giá một cách chính xác tính xác thực của những điều trên.

## Ngoại truyện
Vào năm 2018, một phần tiền truyện dài 4 tập của bộ phim đã được ra mắt, với nội dung đi sâu vào những mối quan hệ và động cơ ban đầu giữa các nhân vật. Cũng trong tháng 5 cùng năm, phần phim ngắn ngoại truyện có tên Phía trước là cả một đời phán xử đã được phát hành, trong đó dựa trên cơ sở sáp nhập của ba tác phẩm truyền hình từ quá khứ tới hiện tại là Phía trước là bầu trời, Người phán xử và Cả một đời ân oán.

## Giải thưởng
| Năm  | Giải thưởng     | Hạng mục                   | (Người) đề cử | Kết quả   | Tham khảo |
| ---- | --------------- | -------------------------- | ------------- | --------- | --------- |
| 2017 | Giải Cánh diều  | Nam diễn viên phụ xuất sắc | Trung Anh     | Đoạt giải | [ 38 ]    |
| 2017 | Giải Cánh diều  | Nữ diễn viên phụ xuất sắc  | Thanh Hương   | Đoạt giải | [ 38 ]    |
| 2017 | Giải Mai Vàng   | Nam diễn viên truyền hình  | Hoàng Dũng    | Đề cử     | [ 39 ]    |
| 2017 | Giải Mai Vàng   | Phim truyền hình           | —             | Đề cử     | [ 40 ]    |
| 2017 | Ấn tượng VTV    | Phim truyền hình ấn tượng  | —             | Đoạt giải | [ 41 ]    |
| 2017 | Ấn tượng VTV    | Nam diễn viên ấn tượng     | Hoàng Dũng    | Đoạt giải | [ 41 ]    |
| 2017 | Ấn tượng VTV    | Nam diễn viên ấn tượng     | Trung Anh     | Đề cử     | [ 42 ]    |
| 2017 | Ấn tượng VTV    | Nam diễn viên ấn tượng     | Hồng Đăng     | Đề cử     | [ 43 ]    |
| 2017 | Ấn tượng VTV    | Nữ diễn viên ấn tượng      | Thanh Hương   | Đề cử     | [ 44 ]    |
| 2017 | WeChoice Awards | Phim truyền hình của năm   | —             | Đoạt giải | [ 45 ]    |